# Anna Christiane Ludvigsen
Anna Christiane Lauterup Ludvigsen (14. juni 1794 i Åbenrå - 28. juni 1884 i Tinglev), var en dansk digter.
Anna Christiane Ludvigsen var datter till sognepræsten Johann Christian Lorenzen Lauterup og Anna Bonnichsen. Ved dåben blev hun velsignet af en schweiziske præst Johann Caspar Lavater.